# UpperZeil

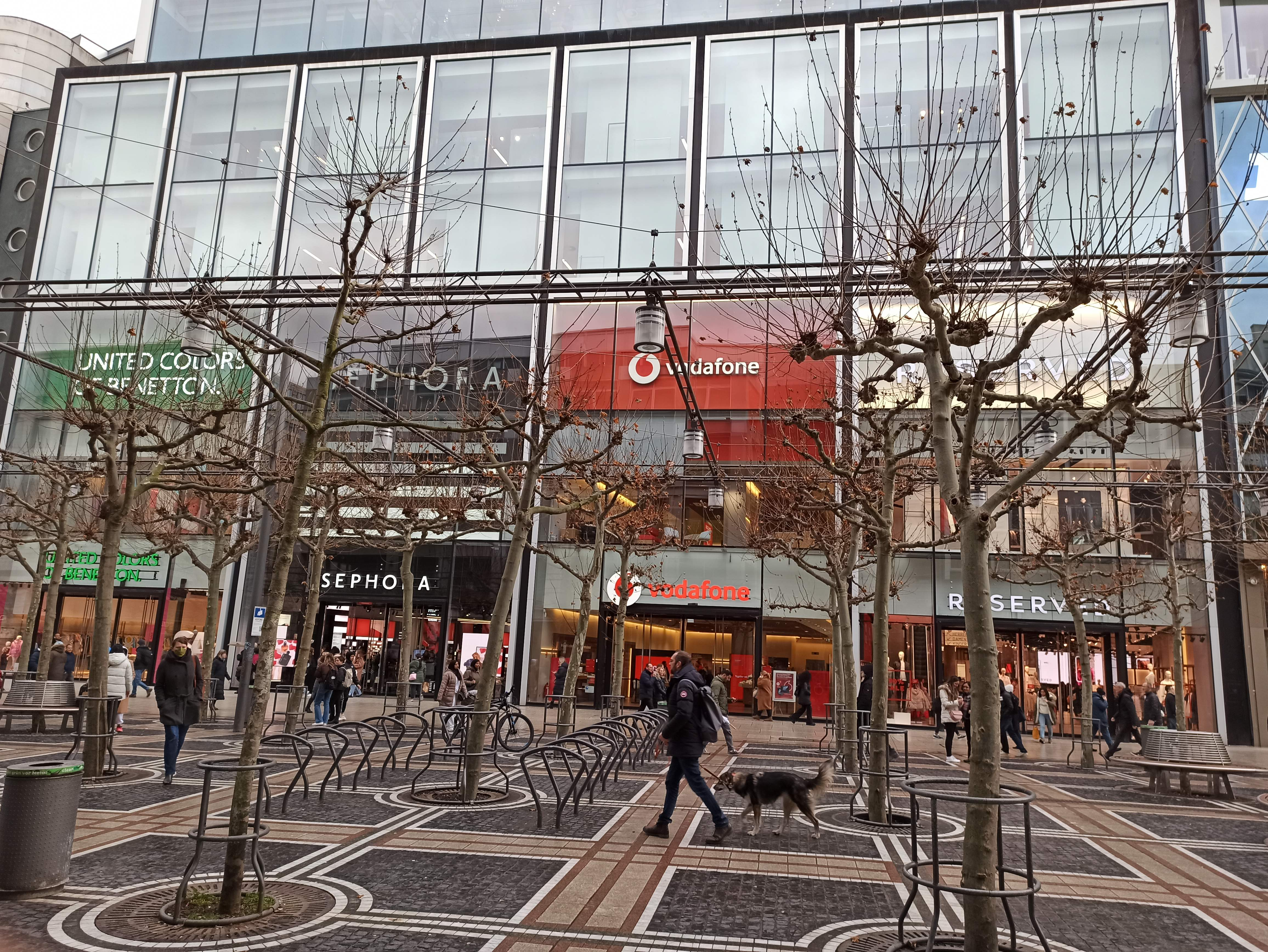
Geschäftshaus UpperZeil in Frankfurt am Main

UpperZeil ist ein Geschäftshaus auf der Zeil in Frankfurt am Main. Es befindet sich auf dem Gelände der 2016 abgerissenen Zeilgalerie, direkt neben dem Einkaufszentrum MyZeil.
Das Gebäude hat eine 45 m breite Fassade und eine Mietfläche von 14.800 m². Die Nutzung des Erdgeschosses erfolgt durch vier Geschäfte, u. a. den polnischen Mode-Discounter Reserved, den Mobilfunkanbieter Vodafone und die französische Kosmetikkette Sephora. Hauptmieter des Gebäudes ist Galeria Kaufhof. Das Gebäude ist mit dem angrenzenden, ebenfalls von Galeria Kaufhof genutzten Gebäude Zeil 116–126 verbunden.
Bauherren waren RFR und DC Values, die Pläne stammen von KSP Jürgen Engel Architekten. 2017 erwarb die österreichische Signa Holding das Projekt.
Das erste Geschäft öffnete im September 2018.